# Kåtatjärnen (Lycksele socken, Lappland, 719546-164295)
Kåtatjärnen är en sjö i Lycksele kommun i Lappland och ingår i Umeälvens huvudavrinningsområde. Sjön har en area på 0,0518 kvadratkilometer och ligger 277,2 meter över havet. Kåtatjärnen ligger i Vindelälven Natura 2000-område.

## Delavrinningsområde
Kåtatjärnen ingår i det delavrinningsområde (719300-164763) som SMHI kallar för Ovan VDRID = Kvarnbäcken i Vindelälvens vattendra*. Medelhöjden är 269 meter över havet och ytan är 25,4 kvadratkilometer. Räknas de 635 avrinningsområdena uppströms in blir den ackumulerade arean 9 344,62 kvadratkilometer. Vindelälven som avvattnar avrinningsområdet har biflödesordning 2, vilket innebär att vattnet flödar genom totalt 2 vattendrag innan det når havet efter 181 kilometer. Avrinningsområdet består mestadels av skog (81 procent). Avrinningsområdet har 2 kvadratkilometer vattenytor vilket ger det en sjöprocent på 7,9 procent. Bebyggelsen i området täcker en yta av 0,51 kvadratkilometer eller 2 procent av avrinningsområdet.